# Григорович Іван
Іван Григоро́вич (псевдонім — Яницький; нар. 1876, Гнильче — пом. 3 квітня 1937, Львів) — український співак (тенор) і музичний педагог.

## Біографія
Народився у 1876 році у селі Гнильчому (тепер Тернопільський район Тернопільської області, Україна). Навчався грі на скрипці у І. Барановського, вокалу — у О. Баронча у Львові.
Виступав у Бережанах як співак, скрипаль і диригент. Впродовж 1895–1900 та 1907–1912 років виступав у складі Руського народного театру, гастролював з ним майже в усіх великих і малих містах Галичини. Впродовж 1900–1905 років виступав у польському театрі Тадеуша Павліковського у Львові. Крім того співав на оперних сценах у Кракові у 1899, 1900 та 1905 роках, Загребі у 1901 році і Белграді у 1903 році.
Протягом 1912–1934 років викладав гру на скрипці у школах в містечку Красному на Львіщині та у Львові. Помер у Львові 3 квітня 1937 року.

## Творчість
Виконував партії:
- Петро, Писар, Іван («Наталка Полтавка», «Різдвяна ніч», «Чорноморці» Миколи Лисенка);
- Іван («Катерина» Миколи Аркаса);
- Андрій («Запорожець за Дунаєм» Семена Гулака-Артемовського);
- Степан («Підгіряни» Михайла Вербицького);
- Якве («Весілля при ліхтарях» Жака Оффенбаха);
- Барінкай («Циганський барон» Йоганна Штрауса);
- Йонтек («Галька» Станслава Монюшка).

На концертах виступав з українськими народними піснями та романсами Миколи Лисенка, Остапа Нижанківського, Віктора Матюка.
Співак став прототипом образу Степана Гірняка в повісті «Огні горять» Михайла Яцківа.